# Обице
Обице (слч. Obyce) насељено је мјесто са административним статусом сеоске општине (слч. obec) у округу Злате Моравце, у Њитранском крају, Словачка Република.

## Становништво
| Година:    | 1994. | 2004.   | 2014.   | 2024.   |
| ---------- | ----- | ------- | ------- | ------- |
| Број људи: | 1514  | 1557    | 1521    | 1460    |
| Разлика:   |       | +2,84 % | -2,31 % | -4,01 % |

| Година:    | 2023. | 2024.   |
| ---------- | ----- | ------- |
| Број људи: | 1456  | 1460    |
| Разлика:   |       | +0,27 % |

Према подацима о броју становника из 2011. године насеље је имало 1.507 становника.